# Evann Guessand
Evann Guessand (Ajaccio, 2001. július 1. –) francia születésű elefántcsontparti válogatott labdarúgó, a Nice csatára.

## Pályafutása

### Klubcsapatokban
Guessand a korzikai Ajaccio városában született. Az ifjúsági pályafutását az ASPTT Marseille csapatában kezdte, majd a nizzai Nice-nál folytatta.
2018-ban mutatkozott be a Nice tartalék, majd 2020-ban az első osztályban szereplő felnőtt keretében. Először a 2020. augusztus 23-ai, Lens ellen 2–1-re megnyert mérkőzés 92. percében, Kasper Dolberg cseréjeként lépett pályára. A 2020–21-es szezonban a svájci Lausanne-Sport, míg a 2022–23-asban a Nantes csapatánál szerepelt kölcsönben. Az első gólját 2021. október 24-én, a Lyon ellen hazai pályán 3–2-es győzelemmel zárult találkozón szerezte meg a nizzai klub színeiben.

### A válogatottban
Guessand az U16-ostól az U19-esig minden korosztályos válogatottban képviselte Franciaországot.
2024-ben debütált az elefántcsontparti válogatottban. Először a 2024. június 11-ei, Kenya ellen 0–0-ás döntetlennel zárult VB-selejtező 62. percében, Emmanuel Latte Lathot váltva lépett pályára. Első gólját 2025. március 21-én, Burundi ellen szerezte meg.

## Statisztikák
2024. szeptember 1. szerint

| Klub                        | Szezon   | Osztály            | Bajnokság | Bajnokság | Kupa  | Kupa | Nemzetközi | Nemzetközi | Összesen | Összesen |
| Klub                        | Szezon   | Osztály            | Meccs     | Gól       | Meccs | Gól  | Meccs      | Gól        | Meccs    | Gól      |
| --------------------------- | -------- | ------------------ | --------- | --------- | ----- | ---- | ---------- | ---------- | -------- | -------- |
| Nice                        | 2019–20  | Ligue 1            | 0         | 0         | 1     | 0    | —          | —          | 1        | 0        |
| Nice                        | 2020–21  | Ligue 1            | 3         | 0         | 0     | 0    | —          | —          | 3        | 0        |
| Nice                        | 2021–22  | Ligue 1            | 20        | 1         | 5     | 0    | —          | —          | 25       | 1        |
| Nice                        | 2023–24  | Ligue 1            | 34        | 6         | 4     | 1    | —          | —          | 38       | 7        |
| Nice                        | 2024–25  | Ligue 1            | 3         | 2         | 0     | 0    | —          | —          | 3        | 2        |
| Lausanne-Sport (kölcsönben) | 2020–21  | Swiss Super League | 34        | 7         | 1     | 0    | —          | —          | 35       | 7        |
| Nantes (kölcsönben)         | 2022–23  | Ligue 1            | 30        | 3         | 6     | 1    | 8          | 1          | 44       | 5        |
| Összesen                    | Összesen | Összesen           | 124       | 19        | 17    | 2    | 8          | 1          | 149      | 22       |

### A válogatottban
| Válogatott       | Év       | Pályára lépés | Gól |
| ---------------- | -------- | ------------- | --- |
| Elefántcsontpart | 2024     | 6             | 0   |
| Elefántcsontpart | 2025     | 2             | 1   |
| Összesen         | Összesen | 8             | 1   |

#### Góljai a válogatottban
| # | Időpont           | Helyszín                            | Ellenfél | Gólok | Eredmény | Kiírás               |
| - | ----------------- | ----------------------------------- | -------- | ----- | -------- | -------------------- |
| 1 | 2025. március 21. | Intwari Stadion, Bujumbura, Burundi | Burundi  | 1–0   | 1–0      | 2026-os VB-selejtező |

## Sikerei, díjai
Nice
- Francia Kupa
  - Döntős (1): 2021–22

Nantes
- Francia Kupa
  - Döntős (1): 2022–23

- Francia Szuperkupa
  - Döntős (1): 2022